# 가토 요시노리
가토 요시노리(加藤嘉矩)는 시모쓰케 미부 번 제2대 번주, 오미 미나쿠치 번 초대 번주이다. 미나쿠치 번 가토 가문 제5대 당주.
| 전임 가토 아키히데 | 제2대 미부 번 번주 (미나쿠치 가토 가문) 1712년 | 후임 도리이 다다테루 |

| 전임 도리이 다다테루 | 제1대 미나쿠치 번 번주 (미나쿠치 가토 가문, 재봉) 1712년 ~ 1724년 | 후임 가토 아키쓰네 |